# Jekaterina Iwanowna Kutaizewa
Jekaterina Iwanowna Kutaizewa (russisch Екатерина Ивановна Кутайцева; * 18. Oktoberjul. / 31. Oktober 1914greg.; † 2011) war eine sowjetisch-russische Metallkundlerin.

## Leben
Kutaizewa studierte am  Moskauer Institut für Buntmetalle und Gold (MIZMiS) mit Abschluss 1937. Sie wurde zur Kandidatin der technischen Wissenschaften promoviert.
Ab 1937 arbeitete Kutaizewa im Moskauer Allrussischen Institut für Luftfahrtmaterialien (WIAM) des damaligen Volkskommissariats für Luftfahrtindustrie, wo sie schließlich Chefin der Forschungsabteilung wurde. Mit ihren Kollegen entwickelte sie 1947 die hochfeste Aluminium-Zink-Magnesium-Kupfer-Legierung W95, die zuerst für Flugzeuge des Experimental-Konstruktionsbüros OKB Tupolew und dann für alle Arten von Verkehrs- und Militärflugzeugen verwendet wurde.
Mit Iossif Naumowitsch Friedländer und weiteren Wissenschaftlern und Spezialisten der Flugzeug-Werkstofftechnik entwickelte Kutaizewa 1956 eine Reihe von höchstfesten Aluminium-Zink-Magnesium-Kupfer-Legierungen des Typs W96Z, denen weltweit erstmals Zirkon zusammen mit Mangan und Chrom zulegiert wurden. Diese Legierungen waren von zentraler Bedeutung für die Kernenergie- und Raketentechnik.

## Ehrungen, Preise
- Medaille „Für heldenmütige Arbeit im Großen Vaterländischen Krieg 1941–1945“
- Stalinpreis III. Klasse für die Entwicklung und Industrieeinführung einer neuen hochfesten Legierung (1949)
- Leninpreis im nichtöffentlichen Bereich für Zentrifugen (1963 mit K. N. Michailow (Kamensk-Uralski-Metallurgie-Werk (KUMS)), Iossif Naumowitsch Friedländer (WIAM), F. I. Kwassow (Luftfahrtministerium), J. M. Ponagaibo (Allrussisches Institut für Leichte Legierungen (WILS)), A. J. Semjonow (WIAM), I. I. Gurjew (WILS))
- Ehrenzeichen der Sowjetunion (zweimal)